# Аккерман, Конрад Эрнст
Ко́нрад Э́рнст Аккерман (1 февраля 1712 или 1 февраля 1710, Шверин — 13 ноября 1771, Гамбург) — немецкий актёр, творец немецкого драматического искусства.

## Биография
Конрад Эрнст Аккерман родился 1 февраля 1712 года в городе Шверине.
Поступил на военную службу рядовым. Затем, уже в офицерском звании во время русско-турецкой войны сражался под начальством русского генерала Миниха.
Дебютировал на театральной сцене в 1739 (или 1740 году) в Люнебурге в труппе Шёнемана, где познакомился со своей будущей супругой Софией Шрёдер, на которой женился после смерти её мужа в 1749 году, в Москве.
Труппу Шёнемана он оставил из-за разногласий в 1742 году. В том же году София Шрёдер создала собственную актерскую труппу, в которую также вошёл и Аккерманн. Труппа просуществовала недолго и в 1744 году была распущена. В 1747 году был принят в труппу Гильфердинга (нем.). С ней он посетил Россию, выступал в Санкт-Петербурге и Москве (1748).
По возвращении из России создал в Кёнигсберге собственную труппу, а в 1755 году открыл собственный театр, который стал первым крупным немецким частным театром на более чем 800 мест.
Из-за начавшейся войны был вынужден покинуть Восточную Пруссию; труппа выступала с 1757 по 1761 годы в Швейцарии, а затем в Эльзасе; в 1764 году обосновалась в Гамбурге. Пребывание Аккермана в Гамбурге, где он открыл театр, составляет эпоху в истории немецкого театра, так как в его труппе в то время находились выдающиеся таланты (Экхоф, Шрёдер, София Гензель); Лессинг посвящал ей пространные статьи. Когда дирекция гамбургского театра перешла от него в другие руки (1767 год), Конрад Эрнст Аккерман снова гастролировал с некоторыми артистами в разных городах до своей смерти, последовавшей в Гамбурге 13 ноября 1771 года.
Аккерман был основателем настоящей немецкой школы драматического искусства, сам был превосходным актёром, в особенности в комических ролях, и старался поднять и развить вкус публики, ставя на сцене лучшие произведения немецких писателей.
Конрад Эрнст Аккерман был членом масонской Кёнигсбергской ложи Zum Todtenkopf.